# ديلارا زمان
ديلارا زمان (بالإنجليزية: Dilara Zaman)‏ هي ممثلة باكستانية وبنغلاديشي (وحمل سابقاً جنسية الراج البريطاني)، ولدت في 19 يونيو 1943 في منطقة باردمان في الهند. من الجوائز التي نالتها الجائزة الحادية والعشرون ‏.

## جوائز
- الجائزة الحادية والعشرون [الإنجليزية]‏

## وصلات خارجية
- ديلارا زمان على موقع IMDb (الإنجليزية)
- ديلارا زمان على موقع قاعدة بيانات الفيلم (الإنجليزية)